# Ricardo A. Broglia
Ricardo Amerigo Broglia (* 1939 in Cordoba, Argentinien; † 4. Oktober 2022 in Mailand) war ein argentinisch-italienischer theoretischer Kernphysiker.
Broglia studierte an der Universidad Nacional de Cuyo in Bariloche in Argentinien (wo damals das Physik-Institut gerade neu gegründet worden war) mit dem Diplomabschluss 1962 und der Promotion 1964. Von 1962 bis 1965 forschte er an der Universität von Buenos Aires und 1965 bis 1968 war er am Niels-Bohr-Institut in Kopenhagen bei Aage Bohr und Ben Mottelson, in dem er auch danach 1970 bis 1986 Mitglied war und 1990 bis 2005 Honorarprofessor. 1968 bis 1970 war er Assistant Professor an der University of Minnesota. Von 1968 bis 1978 war er sommers visiting staff member am Los Alamos National Laboratory. 1971/72 und regelmäßig von 1974 bis 1979 war er Gastprofessor an der State University of New York at Stony Brook und von 1971 bis 1979 Gastwissenschaftler am Brookhaven National Laboratory. Von 1980 bis 1985 war er Gastprofessor an der University of Tennessee und gleichzeitig Wissenschaftler am Oak Ridge National Laboratory. Von 1985 bis 2011 war er Professor für Physik an der Universität Mailand. Er leitete dort die Gruppe für theoretische Kernphysik. Gleichzeitig war er seit 1985 Research Associate am Istituto Nazionale di Fisica Nucleare (INFN). Seit 2008 war er außerdem Adjunct Professor am Niels Bohr Institut.
Broglia befasste sich vor allem mit theoretischer Kernphysik, zum Beispiel mit der Wechselwirkung von Einteilchen- und kollektiven Anregungen in fast sphärischen Kernen, Pairing-Schwingungs-Anregungen in Kernen und Supraflüssigkeit in Kernen, Bosonenmodellen in Kernen, superdeformierte und hochangeregte Kerne und mit Schwerionen-Reaktionen. Später befasste er sich auch mit Festkörperphysik (Fullerene, metallische Cluster) und mit  der Physik der Proteinfaltung. Er betreute von 1980 bis 2018 insgesamt 25 Doktorarbeiten.
1985 bis 1995 war er Mitherausgeber der Zeitschrift Nuovo Cimento.
Er starb am 4. Oktober 2022 in Mailand.

## Schriften
- Ricardo A.Broglia: 40 years of the Nobel prize in physics: then and now. 14. Dezember 2015, arxiv:1603.09271 (Eingeladener Vortrag am Niels Bohr Archiv).
- Ricardo A. Broglia, Vladimir Zelevinsky: Fifty Years Of Nuclear BCS: Pairing In Finite Systems. World Scientific, 2013, ISBN 978-981-4412-48-3 (englisch).
- Ricardo A. Broglia, David M. Brink: Nuclear Superfluidity: Pairing in Finite Systems Series (= Cambridge Monographs on Particle Physics, Nuclear Physics and Cosmology. Nr. 24). Cambridge University Press, 2010, ISBN 978-0-521-14769-9 (englisch, Erstausgabe:  2005).
- Heavy Ion Reactions. Perseus, 2004, ISBN 0-8133-4283-X (englisch).
- mit George Bertsch Finite Quantum Systems, Cambridge University Press 1994
- mit Bertsch, Pier Francesco Bortignon Damping of nuclear vibrations, Reviews of Modern Physics, Bd. 55, 1983, S. 287–314
- Herausgeber mit Bertsch: Response of nuclei under extreme conditions, Plenum Press 1988 (Erice School 1986)
- mit Bertsch: Oscillations of finite quantum systems, Cambridge University Press 1994, 2005
- mit P. F. Bortignon, Daniel R. Bès, R. Liotta Nuclear field theory, Physics Reports C, Band 30, 1977, S. 305
- mit Claude Mahaux, Bortignon, C. H. Dasso Dynamics of the shell model, Physics Reports C, Band 120, 1985, S. 1
- mit Daniel Bes Pairing vibrations, Nuclear Physics, Band 80, 1966, S. 289